# Vanuatu nos Jogos Olímpicos de Verão de 1988
O Vanuatu participou dos Jogos Olímpicos de Verão de 1988 em Seul, na Coreia do Sul. Foi a primeira participação do país nos Jogos Olímpicos.

## Desempenho

### Atletismo
Masculino
| Atleta          | Prova      | Eliminatórias | Eliminatórias | Semifinal   | Semifinal   | Final       | Final       |
| Atleta          | Prova      | Resultado     | Pos.          | Resultado   | Pos.        | Resultado   | Pos.        |
| --------------- | ---------- | ------------- | ------------- | ----------- | ----------- | ----------- | ----------- |
| Jerry Jeremiah  | 100 metros | 10s96         | 81º           | Não avançou | Não avançou | Não avançou | Não avançou |
| Jerry Jeremiah  | 200 metros | 22s01         | 55º           | Não avançou | Não avançou | Não avançou | Não avançou |
| Baptiste Firiam | 400 metros | 51s77         | 73°           | Não avançou | Não avançou | Não avançou | Não avançou |

Feminino
| Atleta          | Prova      | Eliminatórias | Eliminatórias | Quartos-finais | Quartos-finais | Semifinal   | Semifinal   | Final       | Final       |
| Atleta          | Prova      | Resultado     | Pos.          | Resultado      | Pos.           | Resultado   | Pos.        | Resultado   | Pos.        |
| --------------- | ---------- | ------------- | ------------- | -------------- | -------------- | ----------- | ----------- | ----------- | ----------- |
| Olivette Daruhi | 100 metros | 13s00         | 63°           | Não avançou    | Não avançou    | Não avançou | Não avançou | Não avançou | Não avançou |
| Olivette Daruhi | 200 metros | 26s88         | 57º           | Não avançou    | Não avançou    | Não avançou | Não avançou | Não avançou | Não avançou |

### Boxe
| Atleta       | Evento     | Fase Eliminatória      | Fase de 32             | Fase de 16             | Quartas                | Semifinais             | Final                  | Posição     |
| Atleta       | Evento     | Adversário e resultado | Adversário e resultado | Adversário e resultado | Adversário e resultado | Adversário e resultado | Adversário e resultado | Posição     |
| ------------ | ---------- | ---------------------- | ---------------------- | ---------------------- | ---------------------- | ---------------------- | ---------------------- | ----------- |
| James Iahuat | Peso médio | Bye                    | ZAI S. Kabongo D RSC-1 | Não avançou            | Não avançou            | Não avançou            | Não avançou            | Não avançou |